# Nebe nezná vyvolených
Nebe nezná vyvolených (německy Der Himmel kennt keine Günstlinge) je román německého spisovatele Ericha Marii Remarqua. Líčí drama lásky a utrpení dvou lidí na pozadí automobilových závodů. Román byl inspirován životem španělského automobilového závodníka Alfonsa de Portaga (1928–1957) ze stáje Ferrari, který se zabil při automobilovém závodě Mille Miglia roku 1957. Při psaní románu Remarque pravděpodobně čerpal i z osobních vzpomínek na vlastní válečná traumata. 
Román vycházel na pokračování roku 1959 v hamburském magazínu Kristall pod jménem Vypůjčený život (německy Geborgtes Leben). Poprvé byl vydán v knižní podobě roku 1961 a hned se stal bestsellerem.

## Děj románu
Hlavní postava, Clerfayt, je válečný veterán a automobilový závodník, který jede navštívit svého nemocného kolegu Hollmanna do švýcarského plicního sanatoria. Tam potká mladou belgickou dívku Lillian, jež trpí tuberkulózou. Její nemoc již pokročila do posledního stádia a Lillian by si místo čekání na smrt chtěla užít posledních pár měsíců svobodného života. Přes varování lékaře i vrchní sestry kvapně opouští sanatorium i svého přítele Borise. Spolu s Clerfaytem, který ji původně měl jen odvézt do Paříže, objíždí evropské štace automobilových závodů a cestou poznává místa a věci, které nikdy dřív nezažila. Také Clerfayt v ní poznává dobrou partnerku a poví jí, že by se s ní chtěl usadit. To však Lillian odmítne. Během jednoho závodu Clerfayt havaruje a utrpí smrtelná zranění, na jejichž následky pak zemře v nemocnici. Lillian se poté vrací zpět k Borisovi a do švýcarského sanatoria, kde o šest týdnů později umírá.

## Filmové zpracování
Roku 1977 byl na motivy románu natočen film Bobby Deerfield s Al Pacinem v hlavní roli.

## Dramatizace
- Četba na pokračování, překlad Věra a Karel Houbovi, režie Vlado Rusko, četl Igor Bareš; Český rozhlas Dvojka, Praha 2018